# Андло
Андло (фр. Andlau) насеље је и општина у источној Француској у региону Алзас, у департману Доња Рајна која припада префектури Селестат Ерштајн.
По подацима из 2011. године у општини је живело 1821 становника, а густина насељености је износила 76,87 становника/km². Општина се простире на површини од 23,69 km². Налази се на средњој надморској висини од 240 метара (максималној 795 m, а минималној 205 m).

## Демографија
| 1962. | 1968. | 1975. | 1982. | 1990. | 1999. | 2011. |
| ----- | ----- | ----- | ----- | ----- | ----- | ----- |
| 1.529 | 1.584 | 1.919 | 1.744 | 1.632 | 1.654 | 1.821 |

График промене броја становника у току последњих година

## Познате личности
- Едуард Игнас Андлоер (фр. Édouard Ignace Andlauer) (1830–1909), је био француски композитор и оргуљаш.
- Алексис Крејдер (фр. Alexis Kreyder) (1839–1912), је био француски сликар.
- Рене Керинг (фр. René Koering) (1940), је композитор, филмски продуцент и директор позоришта.